# Adnan Durić-Steinmann

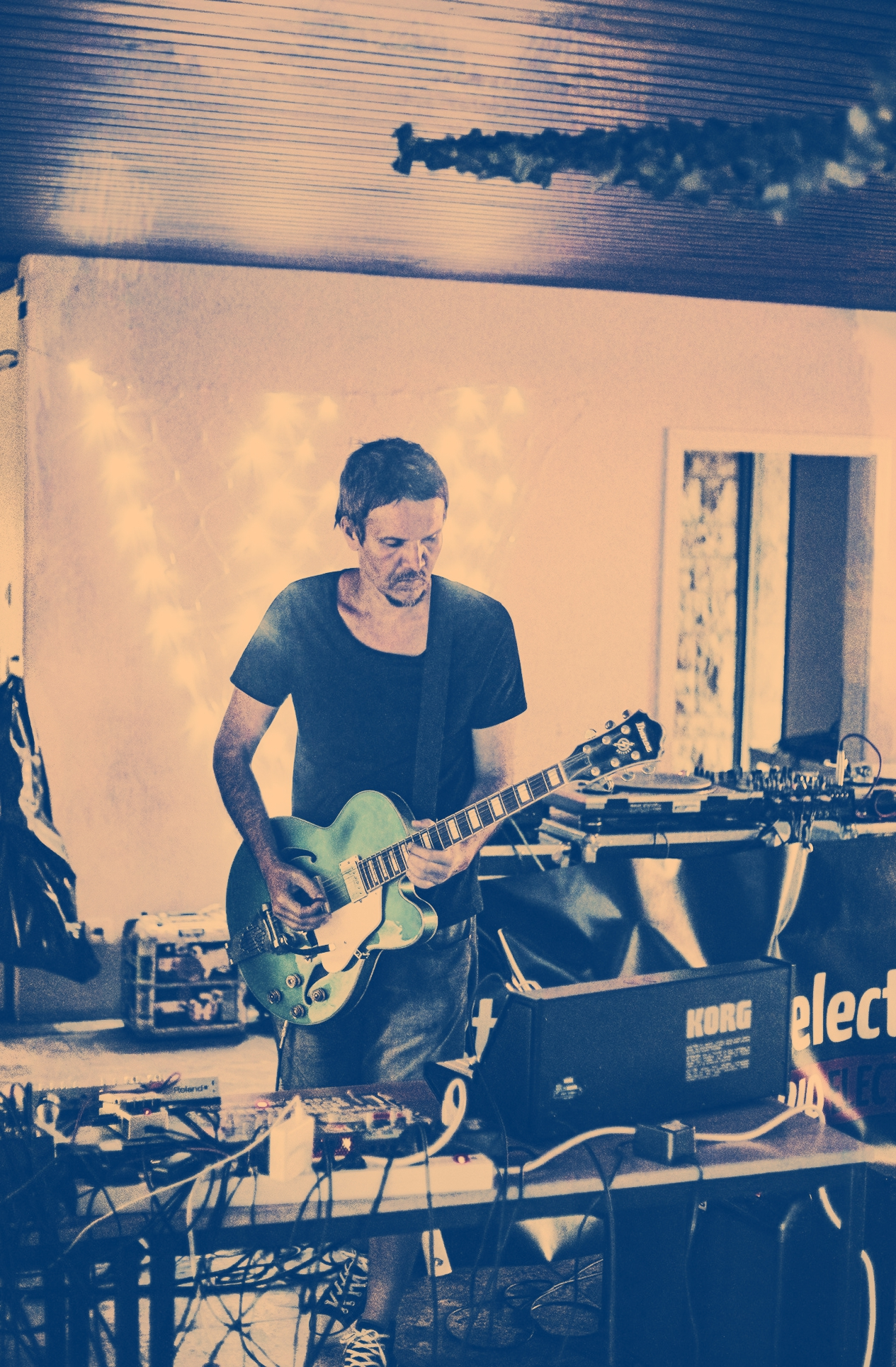
Adnan Durić-Steinmann (2019)

Adnan Durić-Steinmann (* 1977 in Banjaluka) ist ein deutscher Musiker, Musikproduzent und Labelmacher. In unterschiedlichen Bereichen elektronischer Musik veröffentlicht er unter Projektnamen wie Filterwolf, Radio Amore, Ampa, Diaspora Unit, Mara und Quantachord.

## Leben und Werdegang
Durić-Steinmann wuchs in Jugoslawien auf, zog während der Jugoslawienkriege Anfang der 1990er Jahre nach Wien und einige Zeit später nach Köln, wo er in verschiedenen Bands Gitarre spielte und für das Musik- und Lifestyle-Magazin Subculture schrieb.
Mitte der 2000er Jahre zog er von Köln nach München und gründete das Label Filigran, auf dem neben eigenen Veröffentlichungen als Filterwolf unter anderem Jimmy Edgar, Niederflur, Altered Natives und andere renommierte Künstler veröffentlichten.
2010 veröffentlichte er sein Debütalbum auf dem Londoner Label Process Recordings, welches von der internationalen Presse und DJs wie Coldcut, Radio Slave, DJ Hell, Peter Kruder, Richie Hawtin und Dimitri From Paris zelebriert wurde. Das Album wurde von den Remixen von Portable, Tigerskin und Hrdvsion begleitet.
Sein Werk wurde auf einem Dutzend internationaler Compilations veröffentlicht, u. a. 10Huit  von Tsugi (Paris) und Time’s Fool - Mixed By DJ Kyoko (Tokyo) und bekam Airplay u. a. von  BBC Radio 1, FM4 und ByteFM.
Neben den Soloarbeiten spielt er Gitarre in der Neo-Krautrock und Electronica Band Ampa und produziert das Münchner Techno Projekt Diaspora Unit. Mit dem Projekt Radio Amore zeigt er, dass er zu den innovativen Gitarrenmaestros gehört, die nichts von stilistischen Beschränkungen halten - seine Musik ist jenseits aller Kategorien und umfasst nicht nur Jazz und Ambient, sondern auch Avantgarde, Indie-Rock, Neo-Klassik und Electronica.

## Diskografie (Auswahl)

### Alben
mit Filterwolf
- 2010: Music From Tomorrow (Process Recordings)
- 2011: Night Patterns (Filigran)
- 2012: Viva La Rave (Filigran)
- 2013: Euphoria Now (Filigran)
- 2015: In Spe (Filigran)

als Radio Amore
- 2016: Innovations For Electric Strings (Filigran)
- 2018: Opium Pop (Filigran)
- 2020: Eleutheria (Filigran)

als Bandmusiker
- 2019: Ampa „PA Versus Chaos“ (Filigran)

Projektmitglied/Kooperation
- 2020: Diaspora Unit „MMXX“ (Filigran)

### Singles & EPs
- 2009: South Disco EP (Living Records)
- 2009: Futura EP (Process Recordings)
- 2010: Nocturne (Process Recordings)
- 2011: Never Ever (Filigran)
- 2011: Klezmer's Revenge EP (Filigran)
- 2012: Brooklyn Via Montmartre (Filigran)
- 2013: Moondance (Filigran)
- 2017: Permanently En Route EP (Filigran)